# Geometrie euclidiană
Geometria euclidiană este cea mai veche formalizare a geometriei, și în același timp cea mai familiară și mai folosită în viața de zi cu zi. Așa după cum indică și adjectivul euclidiană, aceasta a fost enunțată prima dată de către matematicianul Euclid, din Grecia antică, în secolul al IV-lea î.Hr..
Geometria euclidiană este un ansamblu de leme, corolare, teoreme și demonstrații, care folosește doar patru noțiuni fundamentale: punct, dreaptă, plan și spațiu, și care se bazează pe următoarele cinci axiome, enunțate de Euclid în cartea sa Elementele:
1. Prin oricare două puncte neconfundate trece o dreaptă și numai una;
2. Orice segment de dreaptă poate fi extins la infinit (sub forma unei drepte);
3. Dat fiind un segment de dreaptă, se poate construi un cerc cu centrul la unul din capetele segmentului și care are segmentul drept rază;
4. Toate unghiurile drepte sunt congruente;
5. Printr-un punct exterior unei drepte se poate trasa o singură paralelă la acea dreaptă.

În geometria euclidiană, trei puncte necoliniare determină un plan și numai unul, iar patru puncte necoplanare determină un spațiu.
Începând cu secolul al XVIII-lea s-au dezvoltat alte formalizări ale geometriei (pe scurt numite "geometrii") care nu acceptă una sau mai multe din axiomele lui Euclid. Acestea poartă numele colectiv de geometrii neeuclidiene.